# Zimmermann Tamás
Zimmermann Tamás (Oroszlány, 1973. január 21. –) magyar bajnok labdarúgó, középpályás.

## Pályafutása
1990 és 1996 között a Videoton labdarúgója volt. 1996 és 2000 között az MTK csapatában szerepelt, de 1998–99-ben a Gázszer, 1999–00-ben az Újpest együttesében játszott kölcsönjátékosként. 2000 és 2004 között a Felcsút labdarúgója volt. 2004 és 2018 között alacsonyabb osztályú csapatokban játszott (Bakonycsernye, Kőszárhegy, Kisláng, Gárdony, Videoton BKE).
Az MTK-val egy magyar bajnoki címet és két kupagyőzelmet ért el. 1993 és 2000 között 151 élvonalbeli mérkőzésen szerepelt és tíz gólt szerzett. 

## Sikerei, díjai
MTK
- Magyar bajnokság
  - bajnok: 1996–97
- Magyar kupa
  - győztes (2): 1997, 1998